# Giovanni Anello Oliva
Giovanni Anello Oliva, S. J., conocido también como Juan Anello Oliva o el padre Oliva (Nápoles, 1572 - Lima, 5 de febrero de 1642), fue un sacerdote jesuita e historiador italiano, que radicó desde 1597 en el virreinato del Perú, donde escribió una Historia del reino y provincias del Perú y varones insignes en santidad de la Compañía de Jesús, que fue póstumamente publicada de manera parcial en Francia, a mediados del siglo XIX. Posteriormente fue editada en Lima, en 1895, aunque solo su primera parte. Es una obra que recoge leyendas prehispánicas que no son mencionadas por otros cronistas.

## Biografía
Nació en Nápoles, ciudad que entonces estaba bajo el poder del imperio español. En 1593 ingresó al noviciado jesuita de su ciudad natal, siendo recibido por el futuro general de la Orden, Mucio Vitelleschi. Aún cursaba Filosofía, cuando fue incorporado a un grupo de religiosos (siete sacerdotes, dos estudiantes y dos hermanos menores, doce en total) que bajo la conducción del padre Felipe Claver partieron hacia el Perú para reforzar los trabajos que por entonces efectuaba allí la Compañía de Jesús. Todo ello se hizo por orden del mismo general de los jesuitas, Claudio Acquaviva.
Oliva arribo a Lima el 10 de septiembre de 1597 y debió terminar sus estudios en el Colegio Máximo de San Pablo de dicha capital virreinal. Recibió las sagradas órdenes en 1601. Fue entonces destinado a la misión de Juli, cerca del Lago Titicaca, a fin de probar su aptitud para las tareas de la evangelización de los indígenas; pero, tal vez por no estar dotado para esa labor, se le encomendó la docencia.
En 1621 radicó en la extinta ciudad de San Lorenzo el Real, durante el mandato del gobernador de Santa Cruz de la Sierra, Nuño de la Cueva; en esa oportunidad el padre Oliva firmó el "Dictamen de los padres jesuitas" ante la consulta del gobernador referente a la traslación de la ciudad de Santa Cruz de la Sierra, desde su asentamiento temporal en Cotoca, hasta el sitio de San Lorenzo el Real y su fusión con esta (lugar donde se encuentra actualmente dicha ciudad de Bolivia). Dicho documento tiene como fecha 9 de noviembre.
En 1625 enseñó en el colegio jesuita de Chuquisaca; en 1628 en el de Cochabamba; pero también estuvo en La Paz, Potosí, Oruro y Arequipa. En 1630, finalmente, regresó a Lima, donde permaneció el resto de su vida. Su último cargo registrado fue el de rector del colegio jesuita del Callao, en 1636. Regresó al Colegio Máximo de San Pablo de Lima, donde falleció.

## Obra

### Historia del reino y provincias del Perú
Su obra histórica se titula Historia del reino y provincias del Perú y varones insignes en santidad de la Compañía de Jesús, cuyo manuscrito se conserva en la biblioteca del Museo Británico en Londres (Ms. Aditional. 25327).
Oliva, impresionado por la realidad del país al que arribó siendo muy joven, empezó a recopilar datos sobre el pasado del mismo. Se compenetró de las tradiciones indígenas y consultó fuentes históricas directas. También le fascinó el paisaje costeño y serrano. Al principio, su interés era hacer una historia de la Compañía de Jesús en el Perú, desde su establecimiento en 1568, así como un recuento de los trabajos de sus miembros, pero a medida que fue avanzando en su proyecto tuvo la idea de componer un contexto histórico que abarcara tanto el pasado prehispánico como la conquista y la colonización española, para que sirviera de preámbulo a su obra.
Enterado de dicho trabajo, en 1625 el visitador Gonzalo de Lira ordenó a Oliva que la perfeccionara para su publicación. La congregación provincial jesuita reunida en Lima en 1630 dio su visto bueno, y se hicieron las gestiones pertinentes en España para la publicación del libro. Pero consultada la opinión del general jesuita Mucio Vitelleschi, éste resolvió que la impresión fuese diferida hasta que se consiguiera la aprobación de la Santa Sede. Dicha decisión está fechada el 6 de mayo de 1634. El asunto se fue alargando indefinidamente, por lo que la obra permaneció inédita durante más de dos siglos.
En 1857 la obra fue editada parcialmente en Francia, por Ternaux Compans. Y en 1895, los peruanos Juan Francisco Pazos Varela y Luis Varela y Orbegoso editaron en Lima la primera parte, que viene a ser la introducción histórica al plan original de la obra, bajo el título de Historia del reino y provincias del Perú, de sus incas, reyes, descubrimiento y conquista por los españoles de la corona de Castilla.
Esta historia, además de basarse en fuentes como las de Cieza, Acosta, Garcilaso y Herrera, se caracteriza por contener varias leyendas de origen prehispánico, no mencionadas por los demás cronistas, que Oliva escuchó de boca de un anciano quipucamayoc de Cochabamba llamado Catari, personaje que se preciaba ser el último cultor de la tradición milenaria de la conservación de la memoria a través de los quipus o cordones anudados.

### Leyendas prehispánicas
Entre las leyendas recogidas por el padre Oliva, se encuentra una genealogía del inca Manco Cápac, que principiaría con Tumbe, el primer poblador supuesto del Perú, originario del norte, entre Tumbes y el actual territorio de Ecuador (mito de Quitumbe). Este mito ha sido usado con fines nacionalistas por algunos autores ecuatorianos.
La obra recoge también la versión de Blas Valera sobre la existencia de un primer imperio quechua anterior a Manco Cápac, quien solo habría sido el restaurador del mismo y no su fundador. Menciona a uno de los reyes de ese imperio, un tal Huyustus, cuya sede habría estado en Chucara, llamada después Tiahuanaco. Este mito ha sido el sustento de la teoría del origen tiahuanacota de los incas.